# 마르부르크 대학교
마르부르크 필립스 대학교(혹은 마부르크 필립스 대학교, Philipps-Universität Marburg)는 독일 헤센주의 마르부르크에 위치한 대학교이다. 1527년에 헤센의 방백(方伯, Landgraf) 필립 1세가 한날대학으로 설립했다. 헤센의 관대공(寬주에서 재정지원을 한다지금은 유럽에서 현존하는 가장 오래된 프로테스탄트 대학교이며 약 2만 1000명의 학생이 재학하고 있어 독일에서 중간정도 규모의 대학교이다. 독일에서 가장 전통적인 의과대학이 있으며, 심리학 등 많은 학문분야에서 명성이 있다. 1609년에는 이곳에서 세계에서 최초로 약학과 의학에 중점을 둔 화학 교수직이 생겨났다.
신칸트학파의 거점지 중 한 곳으로 독일 서남지역의 바덴 대학과 대비하여 마르부르크학파로 불리기도 한다. 대표적으로 프리드리히 트렌델렌부르크(Friedrich A. Trendelenburg, 1802-1872)와 헤르만 코헨(Hermann Cohen, 1842-1918) 그리고 루돌프 슈타믈러(Rudolf Stammler, 1856-1938) 등의 학자들이 있다. 마르부르크학파는 인식대상에 대한 인식주체의 역할을 강조한 칸트의 인식론을 적극 계승하여 가치와 존재의 이원론 및 이에 입각한 형식론적 방법론을 주창하여 학문의 엄정한 연구를 추구하였다. 개설된 학과로는 법학, 경제학, 사회학, 교육학, 심리학, 개신교 신학, 역사학, 고전학, 언어 및 문헌학, 근대 독일문학, 근대어 및 문학, 비유럽어 및 문학, 수학, 물리학, 화학, 약학, 생물학, 지구과학, 지리학, 의학 등이 있다. 2000년 현재 재학생수 1만 7432명, 외국인 학생수 1,581명, 전임교원수 521명, 교수 1인당 학생수 33명이다. 중앙도서관 및 100여 개의 부속도서관에 약 180만 권의 도서가 소장되어 있다. 부설기관으로는 사진자료실이 유명하고 부설연구소로는 세균을 연구하는 막스플랑크연구소와 의학심리를 연구하는 크리스토프 도니어 재단(Christoph Dornier Foundation) 등이 있다.